# Sistema politico degli Stati Uniti d'America

Uno schema riassuntivo del sistema politico-costituzionale degli Stati Uniti.

Il sistema politico degli Stati Uniti d'America si basa sui seguenti principi fondamentali: la repubblica, la democrazia rappresentativa e il federalismo. Il potere politico è condiviso fra il Presidente degli Stati Uniti, il Congresso e le corti giudiziarie federali. Allo stesso tempo, il governo federale condivide la sovranità politica con i governi dei singoli Stati che compongono gli Stati Uniti. La struttura del governo federale è definita dalla Costituzione. Il governo statunitense è di tipo presidenziale.
La molteplicità di livelli governativi riflette la storia degli Stati Uniti: il governo federale venne infatti creato dagli Stati, che come ex-colonie conquistarono un'autonomia legislativa indipendentemente l′uno dall′altro; all′interno di ogni Stato, ognuno di questi aveva creato una propria struttura amministrativo-politica decentrata per assolvere alle proprie funzioni ed una volta che gli Stati Uniti si allargarono, si vennero a formare altri Stati modellati su quelli originari.
Esistono delle differenze sostanziali fra il sistema politico statunitense e quello di molte democrazie costituzionali di matrice europea. Fra le più evidenti si può accennare alla presenza di un parlamento (il Congresso degli Stati Uniti) in cui la "camera alta" ha un peso politico maggiore rispetto all′altro ramo del parlamento ("camera bassa"), oppure al dominio quasi totale di due soli partiti "maggiori" che dura da più di un secolo, generando un forte bipolarismo. Quest′ultimo fattore è dovuto anche (ma non solo) a ragioni storiche, che hanno determinato una serie di norme, sia federali che statali, che limitano fortemente lo spazio politico per i cosiddetti "third parties", i quali oltretutto subiscono anche delle limitazioni informali per quanto riguarda la loro presenza sui media.
Alcune delle tematiche di maggiore discussione pubblica negli ultimi anni riguardano la mancanza di rappresentanza adeguata per i Territori degli Stati Uniti (in particolare con la quasi mancanza di diritto di voto per il distretto della capitale federale e l'eventuale elevamento di Porto Rico a 51º stato), una eventuale sovrarappresentanza di certi stati, le problematicità del sistema totalizzante first-past-the-post, del gerrymandering e altro ancora.
Nel 2021 l'Economist Intelligence Unit ha classificato gli Stati Uniti come una "democrazia imperfetta".

## Cultura politica

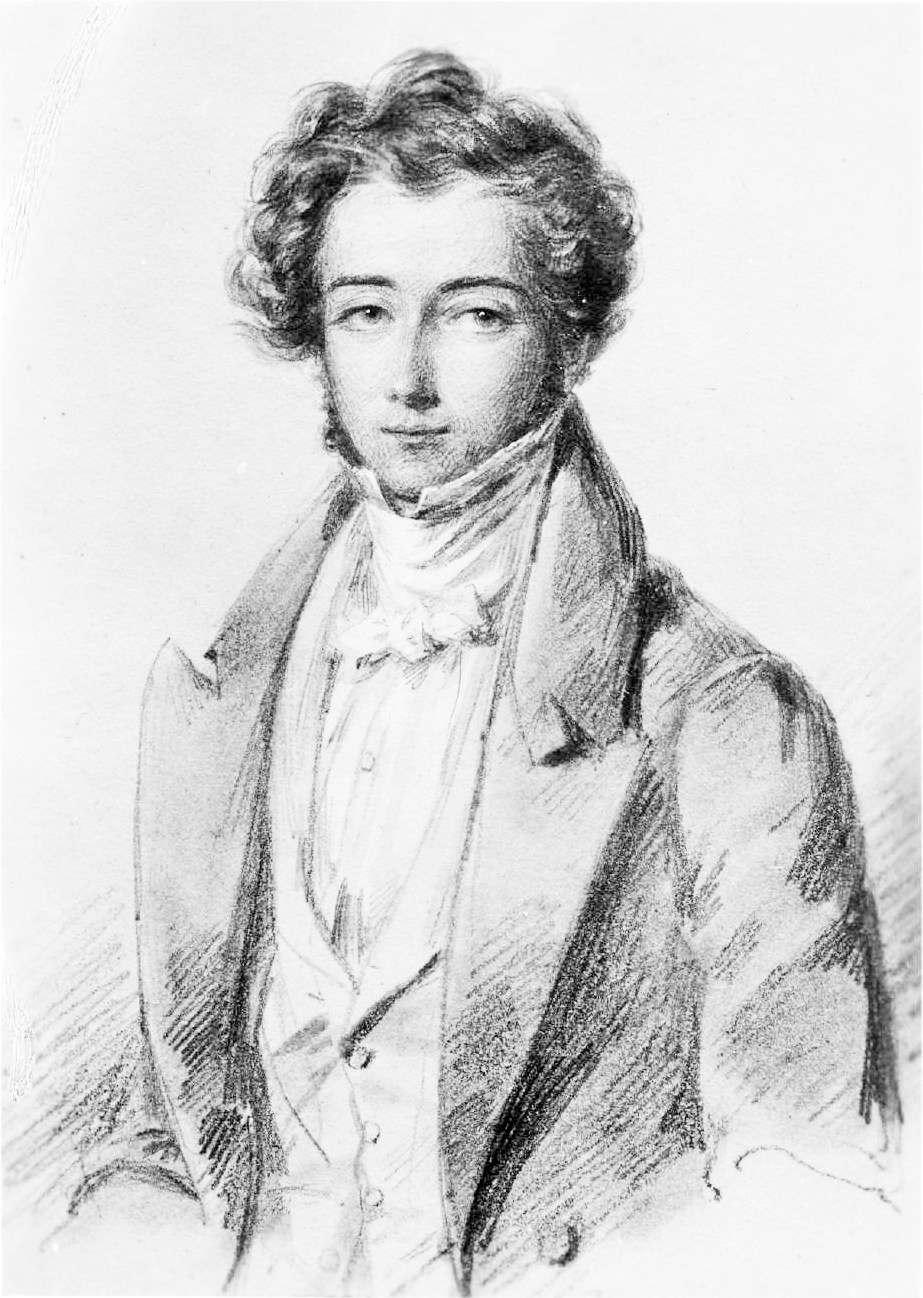
Alexis de Tocqueville, con il suo La democrazia in America
(pubblicato fra il 1835 e il 1840 in due volumi) fu uno dei primi ad analizzare compiutamente punti di forza e di debolezza dell'assetto politico statunitense

Da Alexis de Tocqueville in poi, diversi studiosi hanno evidenziato una forte continuità dei valori politici americani fin dai tempi della Guerra d'indipendenza, avvenuta alla fine del XVIII secolo.

### L'origine "coloniale"
Alcune delle colonie britanniche nordamericane si differenziarono dal panorama politico europeo per la loro vibrante cultura politica, che favorì molti giovani uomini ambiziosi e di talento a gettarsi nell'arena politica. Le ragioni di questo "eccezionalismo americano" sono molteplici.
1. Il numero di elettori era il più grande al mondo, dato che ogni uomo con una certa quantità di proprietà poteva votare. Se in Gran Bretagna meno del 20% degli uomini poteva votare, nelle colonie americane il diritto di voto era esteso alla maggior parte degli uomini bianchi. Tuttavia, ad una apparente matrice democratica delle colonie, le élite sociali reagivano esercitando una forte influenza nel processo elettorale.[5] Un peso che andò lentamente in declino con la Rivoluzione americana.
2. In ogni colonia i rappresentanti eletti, soprattutto nelle assemblee e nei governi delle contee, avevano il potere di decidere su un grande numero di problemi di natura sia pubblica che privata.[4] Temi di natura pubblica e di dibattito erano, ad esempio, le concessioni di terra, i sussidi alle attività commerciali, il regime fiscale, oppure la manutenzione delle strade, il sostegno ai poveri, la regolamentazione delle taverne o delle scuole. Inoltre, per un colono americano era normale passare molto tempo in tribunale, dato che le cause civili erano molto comuni. Le questioni legali venivano amministrate da giudici locali e da giurie, ed un ruolo sempre più importante lo ebbe la professione forense. Tutto ciò favori la rapida espansione di questa professione e il ruolo determinante degli avvocati in politica divenne chiaro a partire dagli anni ′70 del XVIII secolo: le carriere politiche di John Adams e di Thomas Jefferson, fra gli altri, lo mostrano chiaramente.[6]
3. Le colonie americane furono un caso eccezionale rispetto al contesto mondiale a causa della rappresentanza garantita ai più diversi gruppi di interesse. A differenza dell′Europa, dove le corti reali, le famiglie aristocratiche e il clero esercitavano un controllo politico effettivo ed esteso, la vita politica americana si aprì anche a mercanti, proprietari terrieri, agricoltori e allevatori, artigiani, e a uomini di religioni e tendenze diverse. Inoltre, più del 90% dei rappresentanti eletti risiedevano nel loro distretto elettorale; al contrario, in Gran Bretagna era un evento normale che un membro del Parlamento fosse assente.
4. Il popolo americano rimase affascinato, e adottò fortemente, i valori politici del repubblicanesimo, il che ebbe come effetto l'applicazione di una legge uguale per tutti, il bisogno che vi siano cittadini virtuosi e la ferma condanna dei fenomeni di corruzione, lusso sfrenato e dominio sociale aristocratico.[4]

Anche se nelle colonie non esistevano partiti politici simili a quelli poi formatisi nell'ultimo decennio del XVIII, nel dibattito politico erano comunque presenti delle fazioni politiche.

### L'ideologia americana
Insieme ad una sorta di liberalismo classico, l'ideologia politica americana dominante rimane il repubblicanesimo. I documenti più importanti che attestano e fondano questa matrice politica ideologica sono la Dichiarazione d'indipendenza (1776), la Costituzione (1787), la raccolta di saggi Il Federalista (1788), la Dichiarazione dei diritti (1791) e il discorso di Gettysburg di Abraham Lincoln (1863). Nel suo saggio The Liberal Tradition in America (del 1955), il politologo Louis Hartz mise in evidenza l'origine "nordista" di questa matrice ideologica, la quale uscì come vincitrice nel confronto non solo militare ma anche politico-ideologico con il Sud, il quale all'inizio del XIX secolo tentò di costruire e legittimare un sistema politico e sociale gerarchico e feudale. Altri, come David Gordon (di tendenza ultraliberale e appartenente del Mises Institute, in Alabama), sostengono al contrario che furono proprio i secessionisti che formarono la Confederazione nel 1861 ad apportare al sistema politico americano i valori liberali e repubblicani.
Il cuore dell'ideologia politica americana lo si può definire costituito dai seguenti valori:
- Dovere civico: i cittadini hanno la responsabilità di sostenere il governo e comprenderne le sue decisioni, di partecipare alle elezioni, di pagare le tasse e di adempiere al servizio militare.
- Forte avversione nei confronti della corruzione politica.
- Democrazia: il governo deve rispondere delle sue decisioni di fronte ai cittadini, i quali hanno il potere di cambiare i propri rappresentanti attraverso le elezioni.
- Uguaglianza di fronte alla legge: la legge non dovrebbe consentire nessun privilegio particolare a qualche cittadino e i funzionari del governo sono soggetti alla legge come qualsiasi cittadino.
- Libertà di religione: il governo non può sostenere né sopprimere alcuna religione.
- Libertà di parola: il governo non può limitare, attraverso la promulgazione di norme o con l'intervento diretto di propri funzionari, il diritto di parlare di un cittadino esercitato in modo non violento (la società e il dibattito pubblico sono un "mercato delle idee", per richiamare l'espressione utilizzata da John Milton nel suo Areopagitica del 1644).

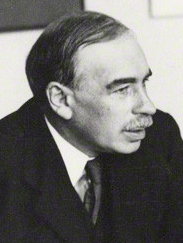
John Maynard Keynes, l'economista le cui teorie economiche sull'importanza della spesa pubblica costituirono le fondamenta teoriche delle politiche fiscali ed economiche statunitensi dalla crisi degli anni '20 fino alla fine degli anni '70 (nell'ambito del cosiddetto Fifth Party System).

In contrapposizione ad Hartz e ad altri, il politologo Rogers M. Smith ha sostenuto la tesi (nel suo Civic Ideals, del 1999) che, oltre al liberalismo e al repubblicanesimo, la cultura politica degli Stati Uniti storicamente ha avuto la funzione di escludere una parte della popolazione dal pieno esercizio dei diritti di cittadinanza. Definendola come "ascriptive inegalitarianism", Smith rintraccia la rilevanza di questa matrice ideologica nelle credenze e nelle pratiche sociali sessiste e razziste, insieme alle lotte sociali per l'ottenimento dei diritti di cittadinanza a partire dal primo periodo coloniale fino alla Progressive Era (a cavallo tra la fine del XIX e l'inizio del XX secolo) e oltre.
Nel periodo storico in cui si vennero a formare gli Stati Uniti, a dominare l'economia erano il settore agricolo e le piccole imprese commerciali, così che i governi statali lasciavano all'iniziativa privata o locale le politiche di welfare. L'ideologia del laissez-faire subì un forte arresto negli anni trenta del XX secolo, durante la Grande depressione. Fra gli anni trenta e gli anni settanta, durante il Fifth Party System, la politica fiscale del governo statunitense si caratterizzò per la sua forte impronta keynesiana, un periodo di tempo durante il quale a dominare incontrastato la politica economica del paese era il liberalismo moderno americano. A partire dalla fine degli anni settanta e l'inizio degli anni ottanta, tuttavia, tornò alla ribalta l'ideologia del laissez-faire (declinata soprattutto nella forma elaborata da Milton Friedman e della scuola di Chicago, sulla base dei risultati ottenuti per primi da Pinochet in Cile) che riprese a dominare il dibattito politico americano. Se il livello di spesa pubblica investita in politiche di welfare era più che triplicato dopo la seconda guerra mondiale, a partire dalla fine degli anni settanta si era notevolmente abbassato arrivando al 20% del PIL. Dal 2014, a contendersi lo spazio politico sono un liberalismo moderno americano contrapposto ad un conservatorismo moderno americano, caratterizzando delle elezioni che creano grande divisione e dal risultato spesso incerto.

### Utilizzo dei termini "destra-sinistra"
Lo spettro politico statunitense e l'utilizzo di termini come "destra", "sinistra", "liberalismo" e "conservatorismo" differisce notevolmente rispetto al loro uso nel panorama politico europeo. Secondo lo storico Arthur Schlesinger, Jr., «nel suo utilizzo americano, il liberalismo ha poco in comune con la parola utilizzata nel dibattito politico di qualsiasi paese europeo, salvo probabilmente la Gran Bretagna». Lo stesso Schlesinger mise in evidenza che il liberalismo americano non sostiene il tradizionale obiettivo (appartenente alla matrice storica del liberalismo classico) di limitare il governo e di promuovere politiche economiche ultraliberiste. Dato che queste posizioni politiche vengono invece generalmente sostenute dai conservatori americani, lo storico Leo P. Ribuffo nel 2011 notò: «quello che gli americani ora chiamano conservatorismo, la maggior parte del mondo lo definisce liberalismo, o neoliberalismo».

### Il diritto di voto
Il diritto di voto negli Stati Uniti è quasi universale, dato che ogni cittadino di qualsiasi Stato e del District of Columbia con un'età superiore ai 18 anni può partecipare alle elezioni presidenziali. Tuttavia, a differenza dei cittadini di ogni Stato, coloro che risiedono nel District of Columbia (cioè nella capitale degli Stati Uniti, Washington, D.C.) e nei "territori non incorporati" di Porto Rico, Guam, Isole Vergini Americane e Isole Marianne Settentrionali non hanno la possibilità di votare dei propri rappresentanti al Congresso: i cittadini di questi territori votano soltanto per le cariche politiche che fanno riferimento al loro territorio. Unica concessione che si riconosce a questa particolare categoria di elettori è quella di nominare soltanto un proprio delegato alla Camera dei Rappresentanti, il quale però non ha diritto di voto in questa assemblea.
Dopo la fine della Guerra civile americana (1861-1865), il diritto di voto per le donne divenne oggetto di dibattito pubblico. Quando nel 1870, con la ratifica del XV emendamento alla Costituzione, venne esteso il suffragio agli afroamericani di sesso maschile, nacquero diversi gruppi politici femminili che rivendicavano il diritto di voto anche per i cittadini di sesso femminile. Furono soprattutto due i gruppi di pressione attivi in questa battaglia politica (poi unitisi): da un lato la National Woman Suffrage Association, fondata da Susan B. Anthony ed Elizabeth Cady Stanton, che mirava anche al riconoscimento per le donne del diritto di proprietà; dall'altro la American Woman Suffrage Association di Lucy Stone. Dopo l'unione di questi due gruppi nella National American Woman Suffrage Association (NAWSA) nel 1890, la battaglia politica delle "suffragette" americane portò al riconoscimento del diritto di voto alle donne nel 1920, con l'approvazione del XIX emendamento.
Da notare che il limite dei 18 anni per poter esercitare il diritto di voto è entrato in vigore nel 1971, a seguito della ratifica del XXVI emendamento sull'onda delle manifestazioni contro la guerra in Vietnam degli anni sessanta promosse dal movimento studentesco. In precedenza il limite era di 21 anni di età.
In molti Stati, vengono privati dal diritto di voto i carcerati e coloro che hanno subito una condanna.

## La struttura di governo generale
La federazione creata con la Costituzione è la principale entità del sistema di governo statunitense. Nondimeno, ogni persona fuori dalla capitale federale è soggetta ad almeno tre livelli di governo (jurisdictions), ognuno dei quali con un proprio sistema politico soggetto ai limiti stabiliti dal livello superiore.
- livello federale;
- livello statale;
- livello locale (solitamente una contea).[19]

Questa molteplicità, come già ricordato, riflette la storia del Paese. Il governo federale fu creato dalle ex colonie britanniche fondate separatamente e che si erano fino a quel momento governate indipendentemente le une dalle altre. Tra queste colonie si trovavano città e contee con diversi livelli di sviluppo e, di conseguenza, con differenti bisogni amministrativi. La Convenzione Costituzionale decise così di mantenere un'ampia autonomia per gli stati e di non rimpiazzare i diversi sistemi statali con un governo unitario. Con l'espandersi del paese, vennero annessi nuovi stati, il cui ordinamento fu modellato su quello delle entità statali già federate.

## Il governo federale
Il governo federale degli Stati Uniti è ripartito in tre "poteri" secondo la tradizionale suddivisione elaborata dalla dottrina della "separazione dei poteri", accolta in pieno dalla Costituzione statunitense. Ogni "potere" (legislativo, esecutivo e giudiziario) ha la possibilità di agire autonomamente e, allo stesso tempo, di controllare gli altri due poteri. Il reticolo di "controlli incrociati" fa sì che ogni potere (cioè, in pratica, ogni organo che lo detiene) venga limitato ma allo stesso tempo abbia la possibilità di agire politicamente per adempiere ai compiti affidatigli dai cittadini. Se questa caratteristica è riscontrabile anche nei regimi politici europei, il sistema costituzionale degli Stati Uniti prevede inoltre che nessuno possa contemporaneamente far parte di due poteri (basti pensare, al contrario, alla carica italiana del Presidente del Consiglio dei ministri, il quale può tranquillamente essere un parlamentare).

### Potere legislativo
A livello federale il potere legislativo è affidato al Congresso (United States Congress), un'assemblea suddivisa in due camere. Da un lato la Camera dei Rappresentanti (United States House of Representatives) che è composta da 435 membri, ognuno dei quali rimane in carica due anni e viene eletto in rappresentanza di un distretto elettorale. Dall'altro il Senato (United States Senate), formato da 100 membri (due per ogni Stato) che rimangono in carica per sei anni. Le elezioni per il Congresso si svolgono ogni due anni, con le quali si rinnova completamente la composizione della Camera dei Rappresentanti e un terzo dei senatori.
Oltre ad alcune funzioni di controllo, le due camere hanno come funzione principale quella di approvare le leggi federali, valevoli su tutto il territorio degli Stati Uniti. Funzione legislativa che ha come limite il rispetto delle materie di competenza riservate agli organi legislativi dei singoli Stati.

### Potere esecutivo

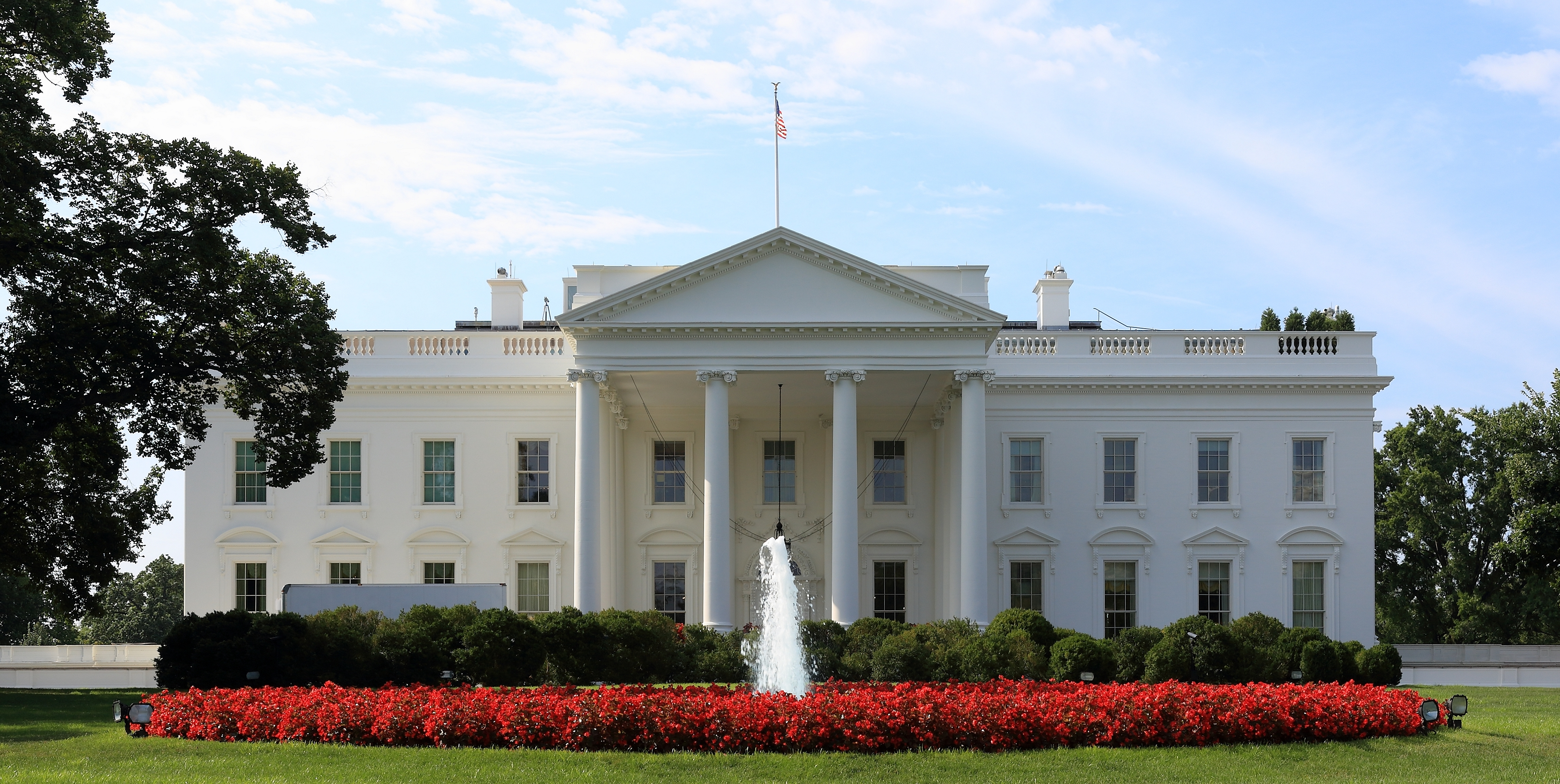
La White House, residenza ufficiale del Presidente degli Stati Uniti.

Il potere esecutivo è tenuto dal Governo federale, composto dal Presidente degli Stati Uniti (President of the United States of America), dal Vicepresidente (Vice President of the United States of America) e dal Gabinetto (Cabinet of the United States), cioè il gruppo di "ministri" (tecnicamente chiamati "Segretari", tranne colui a capo dell'amministrazione della giustizia, nominato "Procuratore generale") a capo di ogni settore della pubblica amministrazione, i Dipartimenti. Se, come è ovvio, i Segretari sono di nomina presidenziale, il Presidente e il Vicepresidente vengono eletti in occasione di elezioni presidenziali separate dalle elezioni per il rinnovo del Congresso e che si svolgono ogni quattro anni (con il limite massimo di due mandati).
I poteri del Presidente sono molto forti. Oltre ad essere a capo del governo federale ed essere sia il comandante supremo delle forze armate e capo della diplomazia, il Presidente possiede anche un forte potere di veto per bloccare la promulgazione delle leggi federali emanate dal Congresso (potere superabile soltanto quando la legge viene approvata a larga maggioranza).

### Potere giudiziario
Il potere giudiziario, a livello federale, è diviso secondo una struttura piramidale fra la Corte suprema (Supreme Court of the United States), le Corti d'appello (United States courts of appeals) e le diverse Corti distrettuali (United States district court) sparse sul territorio.
La Corte Suprema è competente a giudicare nei casi in cui è coinvolto il governo federale, nelle dispute giudiziarie fra Stati ed è abilitata ad interpretare la Costituzione degli Stati Uniti, ovvero è in grado di giudicare incostituzionale qualsiasi norma o atto amministrativo di qualunque livello (anche statale o locale).
Le dodici Corti d'appello (ognuna competente territorialmente nel suo "circuit") sono organi giurisdizionali di secondo grado per appellarsi contro le sentenze delle corti federali, oltre anche ad essere competenti per l'appello contro le decisioni di alcune agenzie amministrative. Sono considerati gli organi giudiziari più potenti degli Stati Uniti, dato che le loro decisioni vengono raramente ribaltate dalla Corte Suprema e queste stesse decisioni stabiliscono dei precedenti giudiziari in grado di avere effetti su un numero molto grande di cittadini.
Le varie Corti distrettuali federali sono l'organo giurisdizionale di primo grado, competenti sia in materia civile che penale. Ad ogni Corte distrettuale si affianca una Corte specializzata nella giurisdizione dei casi di bancarotta. Sparse su tutto il territorio nazionale e competenti territorialmente ognuna per il proprio "district", le Corti distrettuali hanno inoltre la caratteristica di non essere state istituite dalla Costituzione, bensì dal Congresso. Ciò significa, in linea di principio, che il sistema delle Corti federali non è sottoposto al sindacato di costituzionalità della Corte Suprema.

## Il governo statale

Prima dell'indipendenza le colonie si governavano separatamente, sotto l'autorità della Corona Britannica. Nei primi anni della repubblica, prima della Costituzione, ogni stato era praticamente un'entità autonoma. I delegati alla Convenzione di Filadelfia cercarono di creare un'unione federale più forte, ma non potevano certo ignorare le tradizioni dei singoli stati e neppure gli interessi dei politici locali.
In generale, le materie che si esauriscono all'interno dei confini statali sono competenza degli stati stessi. Tipiche competenze statali sono quelle relative alle comunicazioni interne, le norme che regolano la proprietà, l'industria, gli affari e i servizi pubblici, gran parte degli illeciti penali, oppure le condizioni di lavoro all'interno dello Stato. Il governo federale richiede che i vari stati adottino una forma di governo repubblicana e che non promulghino norme che siano in contrasto con la Costituzione o con le leggi federali, oppure con i trattati firmati dagli Stati Uniti.
Ci sono, naturalmente, molte aree di sovrapposizione tra le competenze federali e statali. Soprattutto negli ultimi decenni, il governo federale ha assunto responsabilità sempre maggiori in materie come la sanità, l'istruzione, il welfare, i trasporti, le abitazioni e lo sviluppo urbano. Comunque, i programmi attraverso cui il governo federale esercita queste competenze, sono spesso adottati in cooperazione con gli stati e non imposti dall'alto.
Come il governo nazionale, i sistemi statali si compongono in tre branches: esecutivo, legislativo e giudiziario, che svolgono, in linea di massima, le stesse funzioni dei loro corrispondenti a livello federale. Il capo dell'esecutivo statale è il governatore, eletto dal popolo, in genere per quattro anni (in certi stati, il mandato del governatore dura solo due anni). A parte il Nebraska, che ha un organo legislativo monocamerale, tutti gli stati hanno una legislatura con due camere, in cui la camera alta si chiama generalmente Senato e quella bassa Camera dei Rappresentanti, Camera dei Delegati, oppure Assemblea Generale. Per rendere il tutto ancora più complicato, in certi stati l'intero organo legislativo, composto dalle due camere, si chiama "General Assembly". In molti stati, i senatori hanno un mandato di quattro anni e i membri della camera bassa di due.
Le costituzioni dei diversi stati differiscono in qualche dettaglio, ma generalmente si basano su un modello abbastanza simile a quello della Costituzione federale. In certe materie, come gli affari, le banche, i servizi pubblici e le istituzioni di beneficenza, le costituzioni statali sono spesso più dettagliate ed esplicite di quella federale. Ogni costituzione statale prevede che la più alta autorità risiede nel popolo e pone certi principi a base del governo.
Pur non avendo, quindi, quella sovranità di diritto internazionale ("westfaliana", si potrebbe dire) caratteristica di ogni Stato, ceduta al momento della nascita della federazione, i governi statali hanno mantenuto il potere di emanare delle proprie leggi e di perseguire i reati in violazione di quelle stesse norme. Questo regime della "doppia sovranità" trae origine dal X emendamento, il quale statuisce che «I poteri che la costituzione non attribuisce agli Stati Uniti né inibisce agli Stati, sono riservati ai singoli Stati o al popolo».

### Materie di competenza dei singoli stati federati
Alcune delle competenze più importanti dei singoli stati federati sono, fra le altre:
- la fissazione della maggiore età;
- la legalità della cannabis;
- la legalità del matrimonio tra persone dello stesso sesso;
- la surrogazione di maternità;
- la legalità del cambio di genere;
- lo status dell'incesto;
- lo status dell'aborto (dal maggio 2022, con l'annullamento della sentenza Roe contro Wade del 1973).

## Il governo locale

### Contee
La contea è la prima suddivisione dello Stato e ne rappresenta il livello amministrativo immediatamente sottoposto a questo. Tutti gli stati presentano una completa ripartizione del proprio territorio secondo contee, con le eccezioni dell'Alaska, divisa in Borough e Census Area, e della Louisiana, divisa in parrocchie. Per altro, in Louisiana la differenza è solo formale, mentre in Alaska la suddivisione del territorio effettivamente non risulta ancora completata, ma solo in aree pressoché disabitate.
Le funzioni di una contea possono variare enormemente a seconda dei casi. A parte i casi più particolari e quelli delle cosiddette consolidated city-county, dove l'amministrazione cittadina e quella della contea coincidono, nella maggior parte delle situazioni si ha che una località svolge le funzioni di capoluogo, ed in essa si riunisce la commissione di contea o un organismo analogo. Nelle contee più piccole, la commissione viene eletta in un unico collegio, che comprende tutto il territorio. Nelle maggiori, i commissari (o supervisori) rappresentano i vari distretti. La commissione impone i tributi, assegna i fondi, fissa lo stipendio ai dipendenti dell'ente, sovrintende alle elezioni, cura la costruzione e il mantenimento di strade e ponti, amministra i programmi di welfare nazionali, statali e di contea. In parte del New England, le contee non hanno più funzioni di governo e sono unicamente divisioni del territorio utili per lo più per fini statistici.

### Comuni
L'ultimo livello amministrativo locale degli Stati Uniti è quello comunale. Il sistema di governo delle singole città è regolato da norme statali, ognuna delle quali stabilisce gli obiettivi e i poteri del governo cittadino. La Costituzione si limita a definire gli stati e gli enti territoriali come delle suddivisioni del paese, e la Corte Suprema ha affermato la supremazia della sovranità statale rispetto a quella municipale. Una forma di collaborazione con gli enti statali e federali è fondamentale per garantire il soddisfacimento dei bisogni dei cittadini, e questo è ancora più vero per le grandi città.
Nella maggior parte degli stati le amministrazioni comunali hanno giurisdizione strettamente limitata all'area urbana e nelle sole località che hanno lo status di incorporated places, che rispondono allo status di city, town o village. Conseguentemente le aree extraurbane e le località minori, aventi status di unincorporated places, sono sotto il governo diretto della contea.
Tanto più sono grandi i centri abitati, quanto più le relative amministrazioni comunali forniscono alla popolazione un gran numero di servizi, indispensabili alla vita di ogni giorno: dalla polizia ai vigili del fuoco, passando per i trasporti, la sanità, le scuole e l'edilizia.

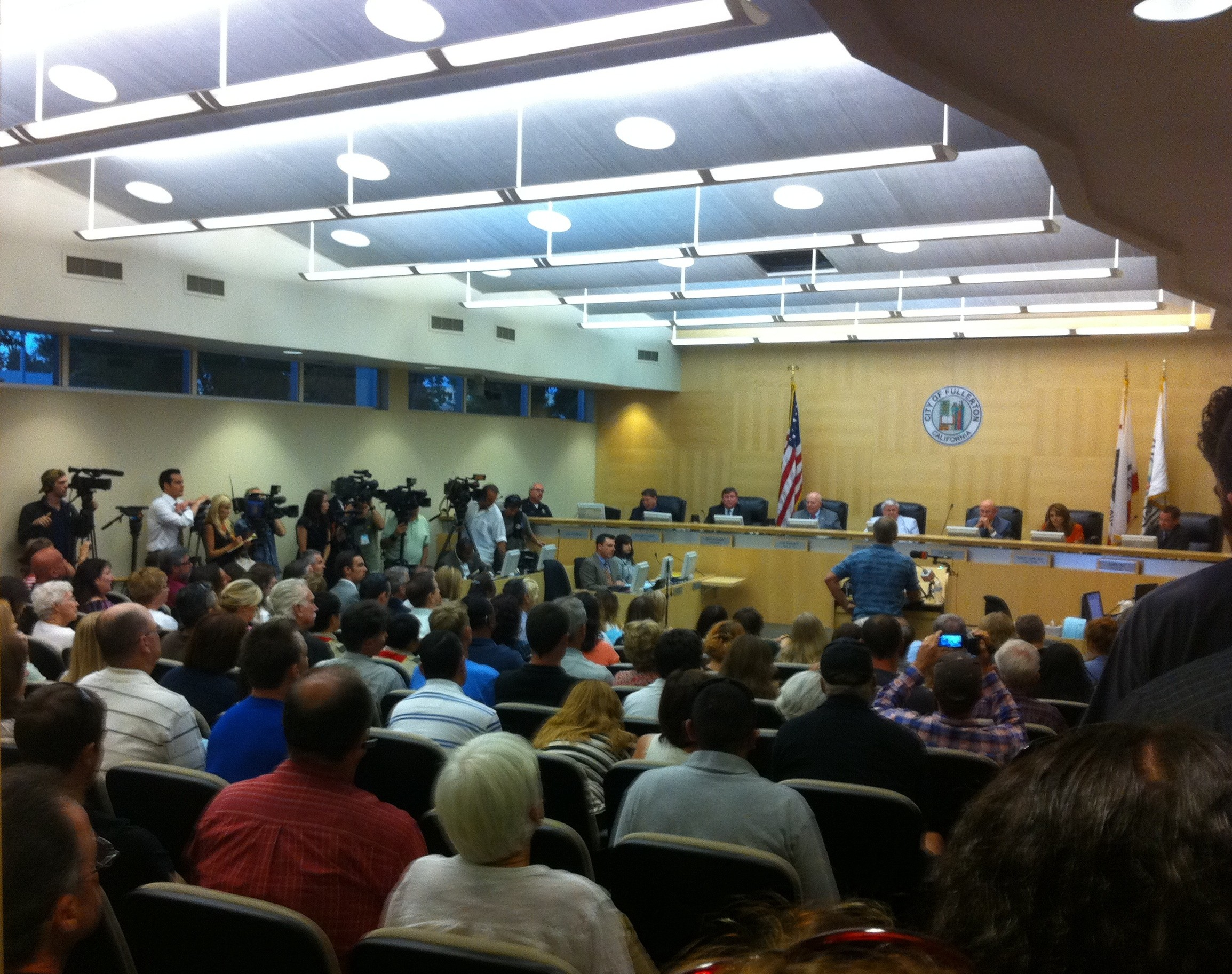
Una seduta del City Council di Fullerton (California).

Le tipologie di governo comunale sono innumerevoli. Praticamente in tutti i casi si ha una qualche forma di consiglio comunale eletto dai cittadini ed un organo esecutivo, assistito da diversi capi dipartimento, che sovraintende alle attività amministrative. In generale, si possono individuare tre tipologie principali: il mayor-council, il council-manager e quella incentrata sulla Commissione cittadina.
Nel sistema del "Mayor-Council", la forma più antica e tradizionale, vi è un sindaco eletto a capo dell'esecutivo locale ed un Consiglio, pure eletto, che esercita il potere legislativo. Il sindaco nomina i direttori dei vari dipartimenti cittadini e gli altri dirigenti, a volte con l'approvazione del Consiglio, ha potere di veto sulle ordinanze e sugli atti normativi e spesso è pure responsabile di predisporre il bilancio. Il Consiglio approva le ordinanze, impone tributi e ripartisce il denaro tra i vari dipartimenti cittadini.
Nel sistema "Council-Manager", di origine più recente, si è pensato di affidare gran parte delle funzioni esecutive, compresi i servizi di polizia, ad una persona con esperienza gestionale, il cosiddetto city manager. Questo sistema, che viene adottato da sempre più città, prevede la presenza di un piccolo Consiglio eletto, che emana le ordinanze cittadine e determina la politica del comune e mette sotto contratto un professionista, a cui affida l'applicazione delle decisioni politiche. Il manager redige il bilancio e supervisiona gran parte dei dipartimenti cittadini, fin quando il Consiglio è soddisfatto del suo operato.
Nel sistema basato sulla Commissione le funzioni esecutive e legislative sono svolte da uno stesso organo collegiale, di solito composto da tre o più persone, elette da tutta la cittadinanza. È tipico di realtà non troppo grandi e può o meno prevedere la figura di un presidente della commissione, non necessariamente chiamato "sindaco".
Un istituto cittadino particolare, che si rintraccia soprattutto nel New England, è il town meeting. Una volta all'anno (se necessario anche più volte), gli elettori registrati residenti nella città si incontrano in assemblea plenaria allo scopo di eleggere funzionari, discutere di problemi locali o di modificare la struttura governativa della propria città. Possono, ad esempio, prendere decisioni sulla costruzione di un edificio o di una struttura pubblica, sull'aumento o diminuzione di un'imposta locale, sulla possibilità di riparare o meno una strada. Il town meeting, che in alcune zone si viene a realizzare da almeno tre secoli, viene spesso citato come la forma più pura di democrazia diretta, dove il potere di governo non viene delegato bensì viene esercitato direttamente e con regolarità da tutta la popolazione.

### Altre forme di governo locale
Ai livelli dei governi federale, statale e comunale si affiancano, e in alcuni casi sovrappongono, altri soggetti responsabili dell'amministrazione di alcuni settori specifici. L'Ufficio del Censimento (dipendente dal Ministero del Commercio) nel 2002 ha identificato ben 87.576 unità di governo locale negli Stati Uniti, comprese contee, comuni, township, ma anche distretti scolastici e distretti con altre funzioni speciali. Questi ultimi sono in aumento e rivestono funzioni sempre più ampie andando a colmare vuoti che possono presentarsi in un quadro amministrativo frammentato e complesso quale è quello statunitense.

## Partiti politici ed elezioni
La Costituzione degli Stati Uniti non fa alcuna menzione dei partiti politici. Il motivo è dato dal fatto che gli stessi Padri fondatori non avevano alcuna intenzione di rendere partitica la vita politica americana. Nei numeri 9 e 10 de Il Federalista, sia Alexander Hamilton che James Madison ebbero occasione di scrivere in merito a questo tema, avvertendo dei pericoli insiti nella creazione di un sistema politico che si poggiasse sull'esistenza di opposte fazioni politiche. Neanche il primo Presidente degli Stati Uniti, George Washington, fece mai parte di alcun partito politico sia prima che durante la sua carica, esprimendo la sua speranza che non ne nascessero mai di alcun tipo e orientamento, avendo timore che la loro nascita provocasse conflitti interni e stagnazione economica. Nonostante tutto ciò, la nascita del sistema bipartitico americano emerse proprio dai componenti del ristretto circolo di consiglieri dello stesso Washington. E gli stessi Hamilton e Madison divennero successivamente addirittura i leader del sistema partitico statunitense.
Attualmente, nelle elezioni connotate dalla presenza dei partiti politici, i candidati vengono nominati dal partito a cui appartengono oppure offrono volontariamente la propria candidatura come indipendenti. La normativa statale ha tuttavia un'ampia discrezione nel determinare i modi in cui avviene la nomina del singolo candidato, quindi influendo sulla possibilità o meno di un singolo cittadino di potersi presentare alle urne. In linea generale, comunque, si può dire che i candidati dei due partiti maggiori (Partito Democratico e Partito Repubblicano) ricevono la nomination a seguito di elezioni primarie e/o di un congresso del partito (convention). Per quanto riguarda, invece, i candidati indipendenti o dei partiti minori, costoro hanno bisogno di completare una procedura, al termine della quale è consentito loro di candidarsi ufficialmente.

### Partecipazione dei cittadini alla vita pubblica

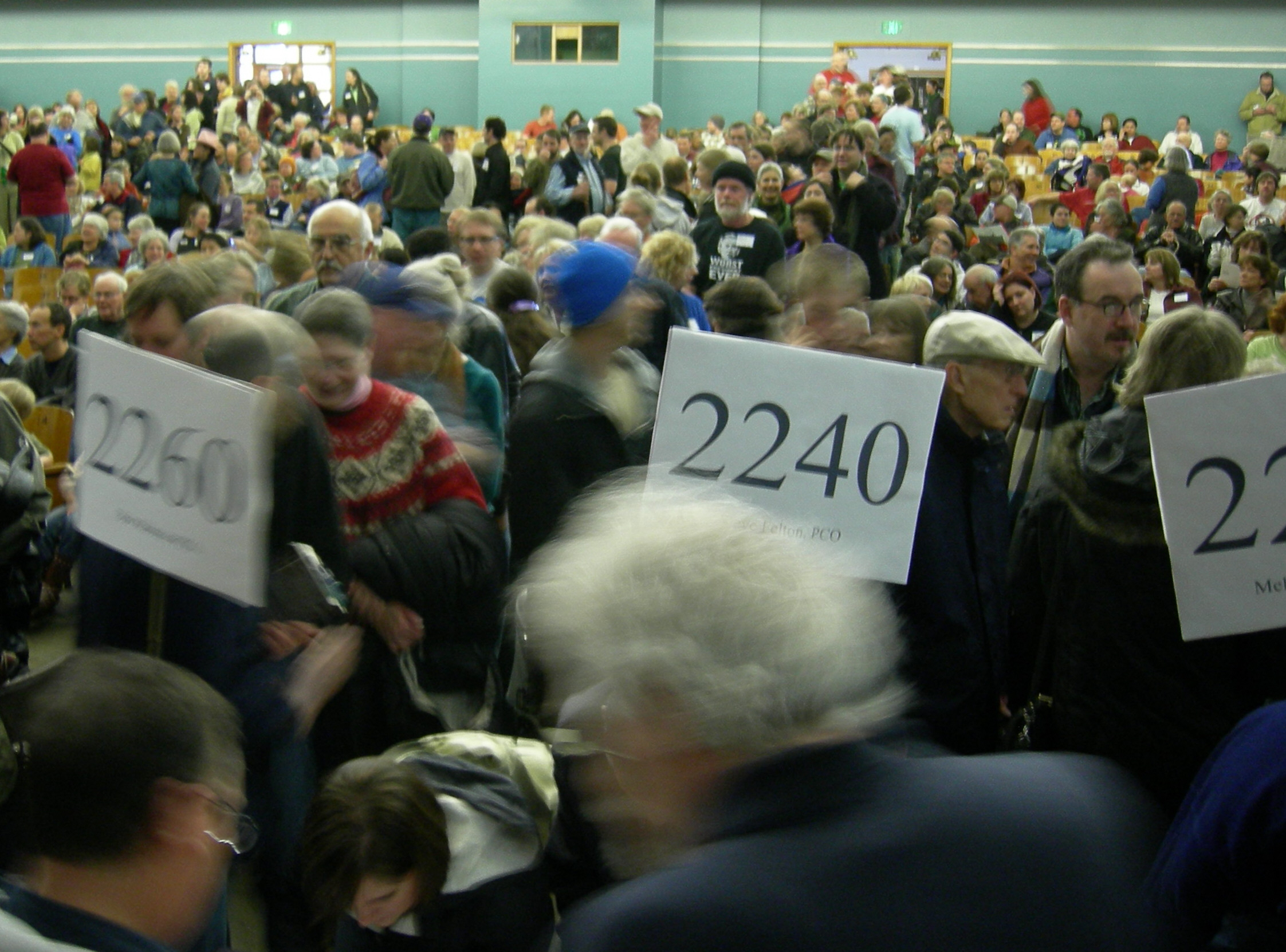
Un caucus democratico nel 2008.

Se in diversi paesi (tra cui l'Italia) i cittadini possono partecipare alla selezione delle candidature iscrivendosi ai partiti, prendendo la tessera e votando ai congressi locali e nazionali, negli Stati Uniti il sistema partecipativo è molto più elastico e sfumato.
Non esiste il concetto di "iscrizione" al Partito Democratico o al Partito Repubblicano: una persona può partecipare alla riunione del locale comitato democratico e, il giorno successivo, prendere parte ai lavori del comitato repubblicano, o viceversa. Inoltre negli Stati Uniti non si è iscritti d'ufficio alle liste elettorali al compimento della maggiore età: per votare alle elezioni di qualsiasi tipo, o per assumere ruoli di rappresentanza all'interno di un partito, bisogna invece "registrarsi al voto" come elettore di uno dei due partiti, o come indipendente. La dichiarazione fatta al momento della registrazione non è però vincolante: nulla impedisce di votare diversamente il giorno delle elezioni.

### I partiti politici
La struttura politica partitica attuale negli Stati Uniti consiste in un sistema bipolare in cui dominano il Partito Democratico e il Partito Repubblicano. A partire dal 1852, questi due partiti hanno vinto ogni elezione presidenziale, controllando con la loro presenza anche il Congresso dal 1856. In linea generale il Partito Democratico si allinea su una posizione politica di centro e centro-sinistra sostenendo una piattaforma politica di stampo liberal americano (corrispondente all'incirca al liberalismo sociale europeo), mentre il Partito Repubblicano si posiziona su una linea più conservatrice di centro-destra o destra. Nel panorama politico statunitense, tuttavia, i termini liberalismo e conservatorismo assumono una loro connotazione peculiare rispetto alle rispettive tendenze politiche di matrice europea. Inoltre, entrambi i partiti hanno correnti interne molto diverse e spesso opposte tra loro (vedi Correnti del Partito Democratico e del Partito Repubblicano).
Gli altri partiti politici statunitensi (third parties) ottengono risultati elettorali nettamente inferiori, in genere al di sotto del 10% e tali da non poter ottenere alcun seggio o grande elettore in alcun stato federato, poiché nessuno di essi ha una prevalenza in qualcuno di essi. Il più importante di essi è il Partito Libertario, il quale ottenne 4.489.223 voti (3,3%) alle presidenziali del 2016 e nel 2017 aveva più di 600.000 elettori registrati: la sua posizione politica può essere definita di centro o trasversale (economicamente di destra, ma di sinistra sui temi etici) e a sostegno di una piattaforma politica che fa riferimento al liberalismo classico e al libertarismo di destra. Altri partiti degni di nota sono il Green Party, attestato su posizioni progressiste-ambientaliste (che raccolse 1,457,216 voti, pari all'1.1%, alle presidenziali del 2016) e il Constitution Party (che si posiziona "alla destra" del Partito Repubblicano e conseguì lo 0.1% alle presidenziali 2016).

### Le elezioni
A differenza della gran parte dei sistemi politici parlamentari, gli elettori americani non votano un partito politico bensì esprimono la loro preferenza per uno specifico candidato in ogni tipo di elezione (federale, statale o locale).
A livello federale, il Presidente degli Stati Uniti viene scelto dagli elettori soltanto in via indiretta, dato che questi partecipano alle elezioni presidenziali votando i componenti di un Collegio elettorale. Attualmente lo schieramento degli elettori è piuttosto bloccato, nel senso che è quasi sempre pronosticabile il voto a seconda del luogo in cui esercitano il loro diritto di voto, dato che molto spesso il singolo elettore si adegua al voto che tradizionalmente si esprime nel luogo in cui vive e vota. Ecco perché è così importante, sia per i candidati che per gli analisti, studiare le tendenze elettorali precedenti ed eventualmente i loro mutamenti nel tempo. Per quanto riguarda, invece, le elezioni statali o locali, gli elettori esprimono sempre direttamente la loro preferenza per uno dei candidati.
Esistono diverse normative federali e statali che regolano la procedura elettorale. La Costituzione definisce (agli artt. 1 e 2 e relativi emendamenti) il modo in cui si svolgono le elezioni federali, anche se in linea generale. Sono infatti le norme dei singoli Stati che disciplinano la gran parte della procedura elettorale, fra cui il procedimento delle elezioni primarie, i limiti al diritto di voto (a parte il limite dei 18 anni di età, di natura costituzionale e dunque non emendabile dai singoli Stati), la gestione del Collegio elettorale di ogni singolo Stato, e le modalità delle elezioni statali e locali.

### L'organizzazione dei partiti politici americani
I partiti politici statunitensi non possiedono quella struttura organizzativa tipica dei rispettivi partiti di matrice europea. Questo vale anche per i due partiti maggiori, i quali non hanno una struttura formale a livello nazionale che abbia la funzione di regolamentare e gestire l'appartenenza, l'attività politica o le posizioni politiche dei singoli (una struttura del genere si può invece riscontrare a livello statale, anche se comunque con differenze di rilievo rispetto ai partiti politici europei).
Quindi, se un americano dichiara di essere membro del Partito Democratico o Repubblicano, questa è un'affermazione che implica una partecipazione alla vita politica del proprio partito alquanto differente rispetto, ad esempio, ad un membro del Partito Conservatore o del Partito Laburista britannico. Negli Stati Uniti un'affermazione tale fa riferimento ad una situazione "di fatto". In alcuni Stati, addirittura, ad un cittadino è consentito liberamente di registrarsi come elettore, ad esempio, del Partito Democratico e poi di partecipare alle elezioni primarie del Partito Repubblicano (e viceversa). L'appartenenza ad un partito non implica mai alcuna limitazione della propria libertà di esercitare il diritto di voto; e, d'altra parte, l'elettore che partecipa alla vita politica del partito di cui è membro non fa conseguire in capo ad esso alcun diritto o dovere nei confronti dello stesso partito, tranne il fatto di avere il diritto (a determinate condizioni) di partecipare alle elezioni primarie. Una persona, teoricamente (anche se succede qualche volta nella realtà dei fatti), può scegliere di partecipare alle assemblee del comitato locale di un partito e, allo stesso tempo, a quelle del partito avversario. L'unico fattore in grado di far presumere che un cittadino sia veramente partecipe alla vita politica di un partito è dato dalla quantità e dalla qualità della sua partecipazione alle attività del partito, e dalla sua capacità di convincere gli altri elettori a votare come lui e/o ad assumersi delle responsabilità nel partito a cui appartiene.
L'identificazione ad un partito viene, in qualche modo, formalizzata soltanto quando un cittadino si candida ad una carica dove la procedura elettorale ha un carattere partitico (come detto, infatti, a livello locale esistono delle elezioni che non sono in alcun modo connotate dalla presenza dei partiti). Nella maggior parte degli Stati, ciò avviene attraverso una dichiarazione formale e pubblica con la quale il singolo cittadino manifesta la sua candidatura alla "nomina" (nomination, nel gergo politico statunitense) di un particolare partito in occasione delle primarie di quello stesso partito, organizzate ovviamente prima delle elezioni ad una carica pubblica (obiettivo finale del candidato). Il comitato del partito che organizza le primarie può decidere di esprimere la sua preferenza per un candidato alla nomination; un consenso che in certi contesti può avere un peso. Tuttavia, quello che conta è il risultato delle primarie determinato dagli elettori che vi partecipano, e spesso risulta difficile pronosticarne il suo risultato.
E la conseguenza di tutto ciò è che i partiti politici americani hanno delle strutture centrali deboli ed elaborano piattaforme politiche piuttosto vaghe, puntando invece quasi tutte le proprie risorse (ideologiche, logistiche e finanziarie) sull'ottenimento del consenso. Un partito, infatti, non ha alcuna possibilità di vietare la candidatura per la sua nomination ad un soggetto che non sia d'accordo sulla maggior parte della sua piattaforma politica o che, addirittura, si attivi materialmente per contrastare "dall'interno" i suoi obiettivi. Quello che conta, infatti, sono i voti che ottiene alle primarie. Inoltre, una volta eletto alla carica pubblica, l'eletto può tranquillamente dichiarare di cambiare partito e/o agire in contrasto alle linee politiche del partito per cui è stato eletto.
La ripartizione dei livelli del potere politico statunitense si riflette anche sulla struttura dei partiti politici. A livello federale, ognuno dei due partiti maggiori ha un "comitato centrale nazionale" (da un lato il Democratic National Committee, dall'altro il Republican National Committee) che agisce come centro organizzativo-strategico delle campagne elettorali e come organo che raccoglie la maggior parte dei finanziamenti elettorali. La composizione particolare di ogni comitato varia da partito a partito. Tuttavia sono entrambi composti soprattutto da rappresentanti dei partiti statali e delle organizzazioni affiliate al partito, oltre che da personalità di riferimento. Ma il comitato nazionale non ha comunque alcun potere nel limitare le attività politiche dei membri del proprio partito.
Ogni partito ha quindi diversi comitati per ogni rispettiva campagna elettorale a cui un suo candidato intende partecipare. I più importanti e potenti sono i cosiddetti "Hill committees", cioè i comitati elettorali (dei due partiti) che lavorano per l'elezione dei propri candidati al Congresso. Scendendo di livello, abbiamo dunque il "ramo" statale dei due partiti maggiori. La loro struttura organizzativa differisce da stato a stato, per la ragione che la loro disciplina è, appunto, statale. Anche i comitati di livello statale sono regolati da norme statali.
Tuttavia, nonostante questa struttura organizzativa debole, le elezioni assumono spesso il carattere di una sfida di valenza nazionale fra i due partiti. A causa del cosiddetto "coattail effect" (cioè la tendenza di un forte leader politico di attrarre voti anche per gli altri candidati del suo stesso partito), accade che i candidati alle elezioni presidenziali diventino i leader de facto dei partiti da cui hanno ottenuto la nomination. Le elezioni di midterm (dove si vota soltanto per il Congresso, e non per la carica di Presidente degli Stati Uniti) vengono infatti solitamente analizzate come una sorta di referendum sul consenso popolare al Presidente in carica: gli elettori, tendenzialmente, preferiscono i candidati al Congresso del partito del Presidente se lo sostengono, o del partito avversario se non si ritengono soddisfatti dal suo mandato. Ed ecco il motivo per cui le elezioni di midterm sono così importanti: se l'elettorato non è soddisfatto del Presidente in carica, potrebbe essere eletto un Congresso con una maggioranza avversa al Presidente che lo ostacolerebbe nella sua azione per il biennio rimanente del suo mandato (con possibili conseguenze sulle elezioni presidenziali successive).

### Storia dei partiti politici americani

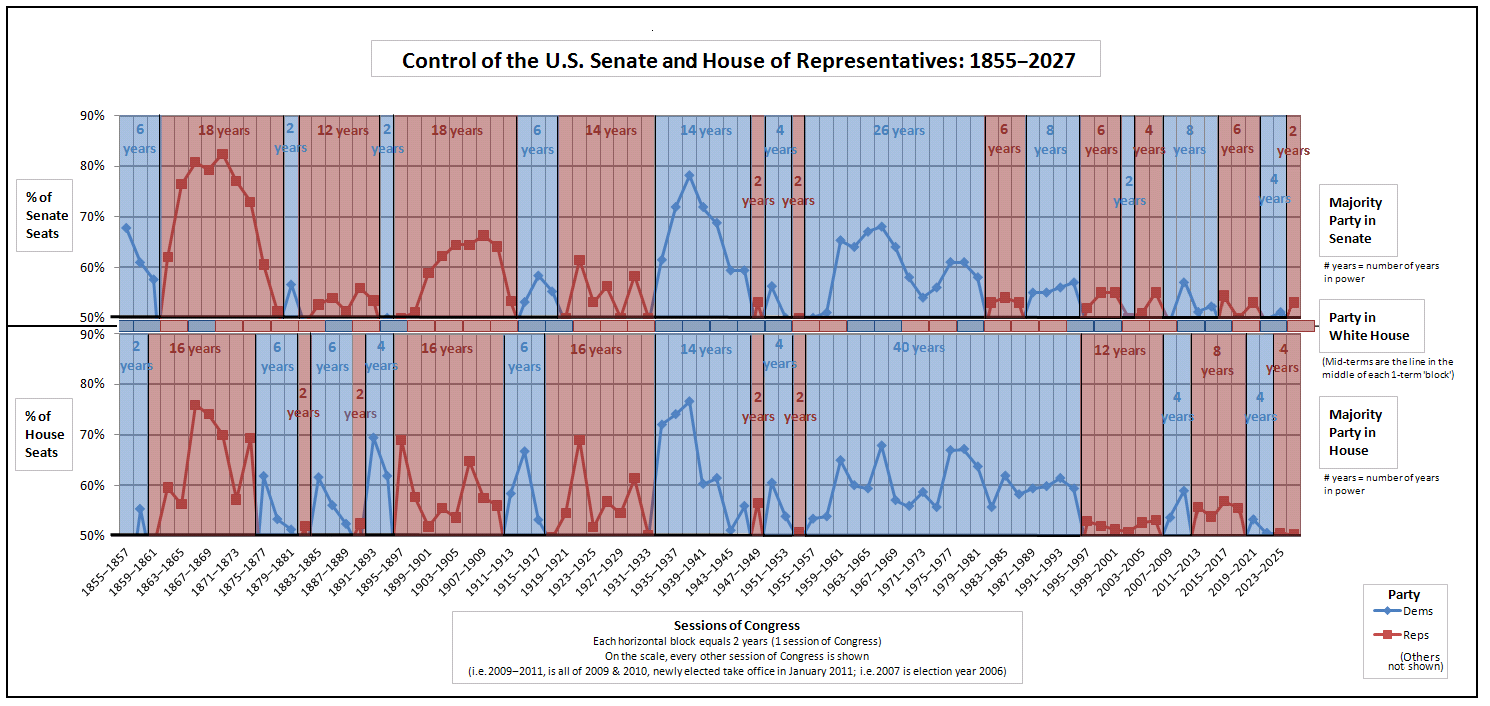
Grafico cronologico delle maggioranze parlamentari nei due rami del Congresso degli Stati Uniti (1855 - 2022).

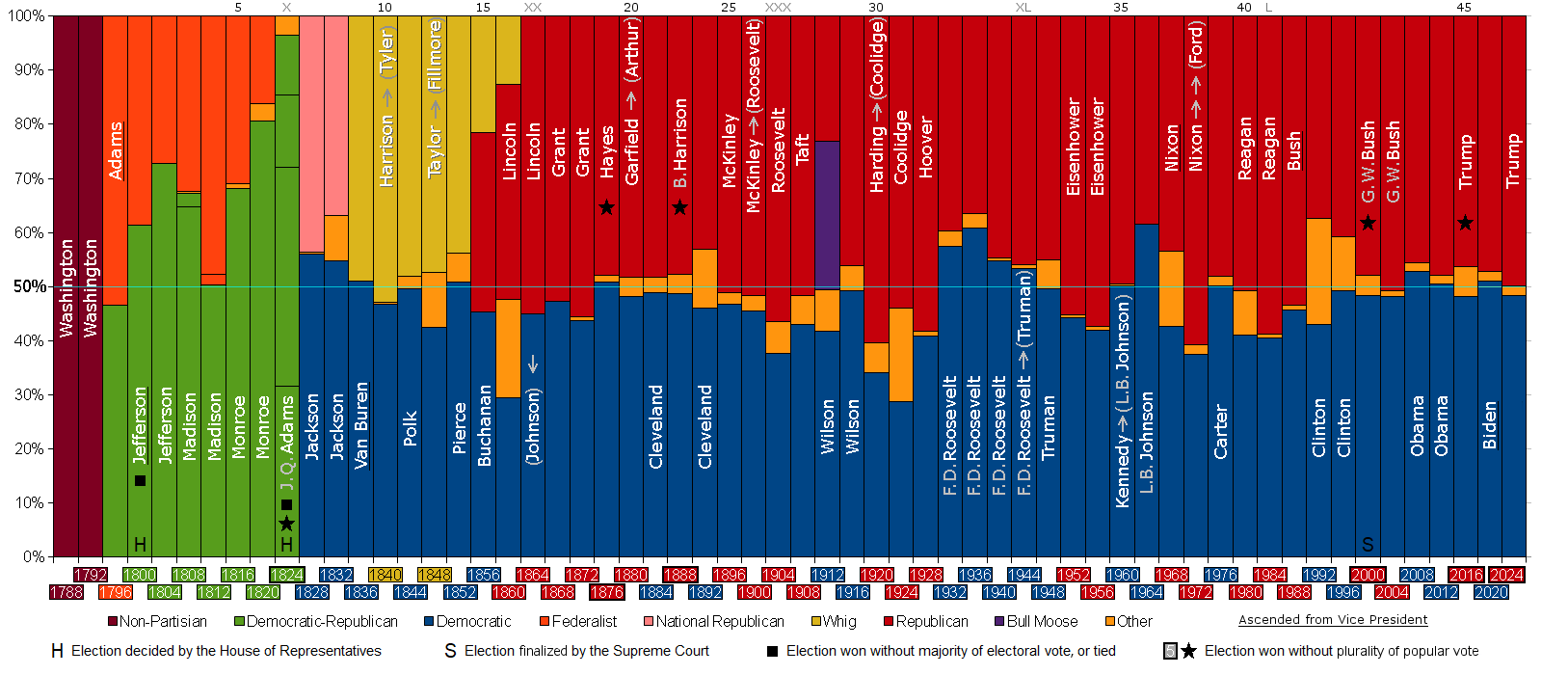
Grafico cronologico dei risultati delle elezioni presidenziali degli Stati Uniti (1788 - 2020).

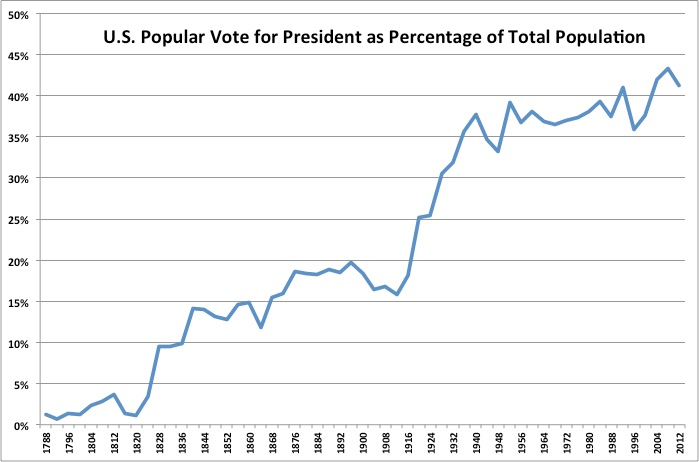
Percentuale di voto per il candidato presidente vincente, rispetto alla popolazione nazionale totale (1788 - 2012).

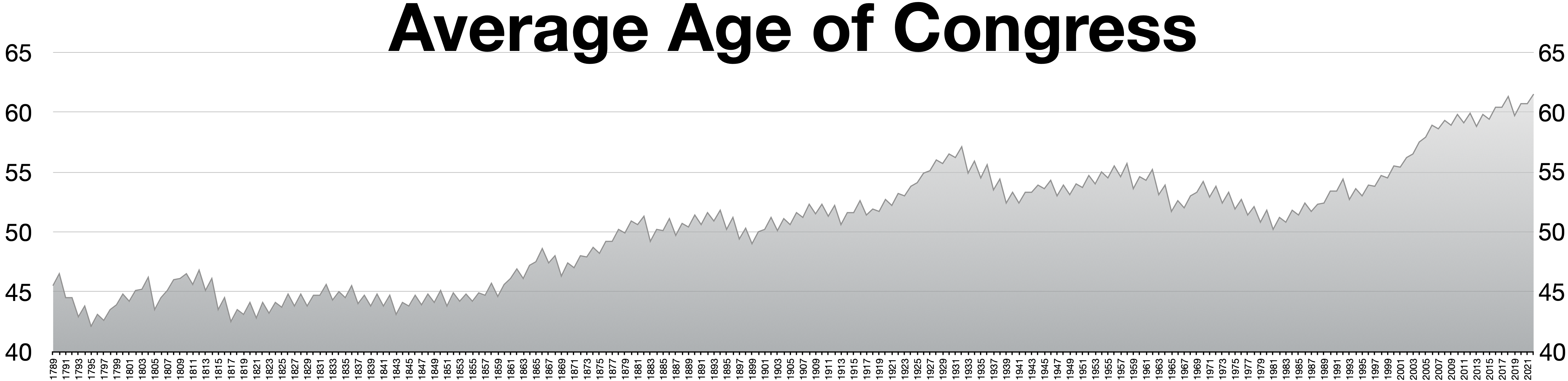
Età media dei membri del Congresso (1789 - 2022).

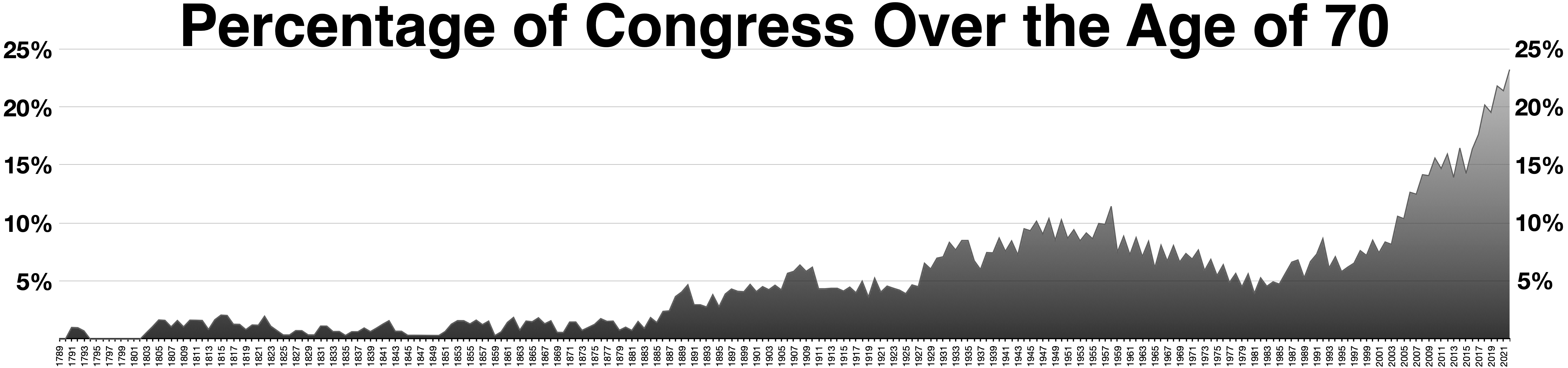
Percentuale dei membri del Congresso con età superiore (1789 - 2022).

Come già detto, i Padri fondatori erano per la maggior parte del tutto contrari alla nascita di partiti politici in seno all'assetto politico democratico statunitense. Tuttavia, a partire dall'ultimo decennio del XVIII secolo, la maggior parte di essi si era già unita ad uno dei due partiti principali e, dagli anni trenta del XIX secolo, i partiti vennero sempre più riconosciuti come corpi intermedi centrali per il funzionamento della democrazia.
Tra il 1792 e il 1794 si venne a formare un sistema partitico che la scienza politica e la storiografia americana definiscono come First Party System. In competizione per la vittoria delle elezioni presidenziali, della maggioranza al Congresso e delle cariche politiche nei singoli stati, si delinearono due "aggregati" politici. Fino al 1801, la scena politica fu dominata dal Partito Federalista fondato da Alexander Hamilton e dai suoi seguaci, che promuoveva un forte governo centrale in grado di realizzare politiche miranti alla crescita economica e a ristabilire relazioni diplomatiche amichevoli con la Gran Bretagna. Dal 1801 in poi, la maggior parte dei consensi elettorali si spostò sul Partito Democratico-Repubblicano di Thomas Jefferson e James Madison, un partito con posizioni più decentraliste e promotore di una repubblica di stampo agrario in cui il governo centrale avesse potere limitati.
Dal 1828 in poi, questo sistema partitico collassò. Ne emerse uno nuovo, il cosiddetto Second Party System, durato fino alla metà del XIX secolo. Un sistema politico sempre dominato da due partiti, ma caratterizzato anche da un aumento del numero di votanti. Se da un lato Andrew Jackson guidò il tuttora esistente Partito Democratico, a sostegno dell'ideale di una sovranità popolare che potesse dare risposta alle istanze del popolo attraverso un forte governo federale, dall'altro lato della "barricata" ottenne numerosi consensi il Partito Whig di Henry Clay, in grado di intercettare le istanze dei gruppi minoritari timorosi delle istanze della maggioranza della popolazione. A fianco dei due partiti maggiori, comunque, salirono alla ribalta anche il Partito Anti-massonico (che assunse un ruolo di certo rilievo fino al 1834), il Liberty Party e il Free Soil Party.
A partire dagli anni sessanta del XIX secolo, al centro del dibattito politico si pose il tema della schiavitù, anche se non proprio nel senso della sua abolizione o meno, bensì sulla questione se dovesse essere permessa nei nuovi territori occupati ad ovest. Il partito Whig, a seguito delle disastrose elezioni presidenziali del 1852, si dissolse e i suoi membri confluirono alcuni nel movimento xenofobo "nativista" e anticattolico Know Nothing (destinato a non sopravvivere alle vicende della Guerra civile) mentre altri nel nuovo Partito Repubblicano. Quest'ultimo partito, su posizioni anti-schiavistiche, riuscì appena sei anni dopo, nel 1860, ad eleggere il suo candidato alla presidenza, Abraham Lincoln. E da quel momento in poi, saranno soltanto il Partito Democratico e il Partito Repubblicano a dominare la scena politica statunitense. La preferenza per un partito o per l'altro cominciò ad essere tramandata di padre in figlio e l'attività politica divenne parte integrante della vita sociale del Paese e delle sue comunità. Sono di questo periodo le prime marce organizzate dai partiti politici e le sfarzose adunate di propaganda.
Con gli anni venti del XX secolo, la riforma delle municipalità, numerosi episodi di corruzione politica e l'istituzione delle primarie in grado di contrastare il potere dei leader di partito in occasione delle convention nazionali contribuirono a modificare ulteriormente il panorama politico statunitense, fissandone la sua forma nel suo attuale sistema bipolare.

#### I "Party System"
Questo è l'elenco dei sistemi politici (Party System) che si sono succeduti negli Stati Uniti sin dalla loro fondazione:
- First Party System (1792 - 1824)
- Second Party System (1828 - 1852)
- Third Party System (1856 - 1896)
- Fourth Party System (1896 - 1932)
- Fifth Party System (1932 - 1980)
- Sixth Party System (1980 - oggi)

Gli storici e i politologi statunitensi stanno attualmente discutendo se si stia formano un Seventh Party System o meno, dovuto ad una nuova polarizzazione dei due principali partiti (con l'affermazione di Trump nel 2016 da una parte e il numero di Rappresentanti democratici al Congresso, che nel 2021 sono diventati in maggioranza della corrente più di "sinistra" del partito, dall'altra).

### Sviluppo del sistema bipolare statunitense

Sviluppo dei partiti politici negli Stati Uniti attraverso le varie ere politiche.

Nonostante il fatto che, dalla fine del XVIII secolo, il panorama politico statunitense fosse già bloccato su una struttura strettamente bipolare, durante gli anni sono nati diversi partiti politici alternativi, che spesso hanno teso (e tendono tuttora) a far emergere istanze esterne ai due partiti maggiori per poi venire inglobati in essi. In periodi diversi, partiti come il Partito Socialista d'America, il Partito Contadino-Laburista e il Partito del Popolo hanno avuto una certa risonanza pubblica, per poi scomparire.

La maggior parte delle elezioni americane prevede un sistema che attribuisce la vittoria a chi ottiene la maggioranza dei voti. Un sistema che prende il nome di first-past-the-post (o uninominale classico) e che favorirebbe sistemi politici bipolari: dato che per ogni distretto elettorale si prevede l'elezioni soltanto di un candidato, con questo sistema si penalizzerebbero i third parties, il cui appoggio si schiaccerebbe su uno dei due partiti dominanti. Si potrebbe pensare, tuttavia, che il caso dell'elezione dei due senatori per ogni Stato sia un'eccezione. Tuttavia l'elezione dei due senatori avviene in tornate elettorali differenti, per cui anche in questo caso si elegge sempre un singolo candidato ad ogni elezione. Degno di essere menzionato è comunque il tentativo da parte dello Stato dell'Illinois (e da alcune sue città) di sperimentare un sistema elettorale proporzionale. Un tentativo però che sarebbe destinato a vita breve, dato che nel 1967 il Congresso proibì l'utilizzo di questo sistema per qualsiasi tipo di legislazione federale. Un divieto che, naturalmente, favorì ancora di più la conservazione del bipartitismo.

Abraham Lincoln

Un altro fattore che ha favorito l'affermarsi dei due maggiori partiti è stato determinato dalle modalità di voto. In origine, gli elettori andavano ai seggi e dichiaravano pubblicamente il nome del candidato preferito. Più tardi, si cominciarono ad usare schede elettorali, stampate a cura dei partiti, che venivano inserite nell'urna dagli elettori. Alla fine del XIX secolo però, il voto segreto iniziò a diventare d'uso comune nel paese, per ostacolare il frequente malcostume dei partiti, che tendevano a far assumere nei vari enti pubblici gli elettori più fedeli. La stampa della scheda elettorale divenne quindi responsabilità dei singoli Stati. Gli organi legislativi statali erano già dominati da Repubblicani e Democratici e quindi i due maggiori partiti ebbero l'opportunità di ostacolare i concorrenti minori. A partire dalla paura rossa, che colpì il Paese dopo la fine della prima guerra mondiale, furono promulgate diverse leggi restrittive che aumentavano il numero di firme necessarie per presentare un candidato, diminuendo nel contempo il periodo legale di raccolta delle stesse. Di conseguenza, le candidature dei partiti minori divennero più difficili.
Non bisogna poi sottovalutare altri ordini di ragioni che traggono origine dallo stesso ordinamento statunitense. Mentre le democrazie moderne sono caratterizzate, pur in forme diverse, dalla presenza di un vincolo fiduciario tra esecutivo e legislativo (i governi ricevono la cosiddetta "fiducia" da almeno una camera), negli Stati Uniti il potere esecutivo è esercitato da un soggetto eletto direttamente dai cittadini, che non ottiene la fiducia dal potere legislativo. Ciò avviene sia a livello federale (Presidente) sia a quello statale (Governatore) e non è necessario ricorrere alla formazione di coalizioni in Parlamento per sostenere un Governo. In altri paesi, al contrario, il ruolo del Parlamento nella fiducia al Governo esalta il ruolo dei gruppi parlamentari e, quindi, dei partiti che li esprimono.
Interessante è, infine, l'opinione del politologo Nelson W. Polsby. Nel suo libro New Federalist Papers: Essays in Defense of the Constitution, sostiene che, anche se a prima vista sembrerebbe un sistema bipolare, quello statunitense è un sistema nella realtà multipartitico, dato che esistono enormi differenze fra i vari Partiti Democratici o Repubblicani dei diversi Stati. «Tuttavia, Democratici e Repubblicani non sono sempre uguali ovunque. Differenze (a volte sottili, altre volte evidenti) nelle 50 differenti culture politiche dei diversi Stati comportano ovunque una differenza anche nel modo e nel senso di eleggere i due partiti in ogni singolo Stato. Queste differenze suggeriscono», conclude, «che si possa giustificare qualcuno che si riferisca al sistema bipolare americano come ad un sistema molto più simile ad un sistema con cento partiti.»

### Il "gerrymandering"

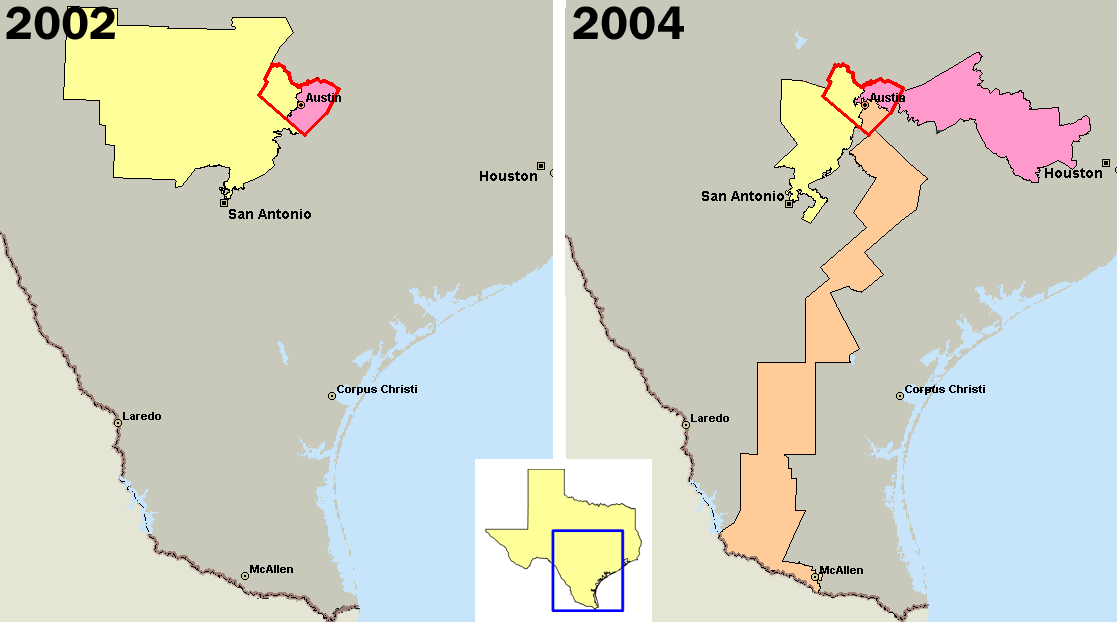
Il gerrymandering. A sinistra, i distretti elettorali per le elezioni del Congresso nel 2002 nella Contea di Travis, in Texas (rosso); a destra i distretti elettorali modificati in occasione delle elezioni del 2004. Nel 2003 la maggioranza repubblicana, riuscendo a modificare il distretto elettorale, è riuscita a "diluire" il peso dei voti democratici in una contea tradizionalmente in mano a questi ultimi, e a "spalmare" così questi voti in diversi distretti elettorali.

Con il termine gerrymandering si intende un metodo che mira ad ottenere un vantaggio elettorale sul partito politico avversario attraverso la riconfigurazione dei confini dei diversi distretti elettorali prima delle elezioni (si ricordi che, in un sistema maggioritario a turno unico come la stragrande maggioranza delle elezioni statunitensi, per ogni distretto viene eletto il candidato che ottiene più voti). Una pratica, non a caso, inventata proprio negli Stati Uniti dal politico e governatore del Massachusetts Elbridge Gerry (1744-1814) il quale, ben consapevole di dove fosse territorialmente concentrato il suo consenso elettorale, ridisegnò i confini dei distretti elettorali. Un vero e proprio trucco, dunque, che è stato addirittura denunciato dall'OSCE. Nel suo rapporto a seguito delle sue attività di osservazione delle elezioni del 2004, si espresse criticamente nei confronti del gerrymandering e dei partiti che lo utilizzavano, consigliando inoltre di elaborare una normativa che assicurasse una vera competizione elettorale. Esemplare è stato il caso che ha interessato il Texas nel 2004, dove il piano di riconfigurazione dei confini dei distretti elettorali venne elaborato dai Repubblicani al fine di ottenere (come poi avvenne) la maggioranza nella Camera statale del Texas; un risultato che il Partito Repubblicano non riusciva ad ottenere addirittura dalla fine del XIX secolo.
In alcuni Stati, infatti, la pratica del gerrymandering è talmente comune che i due partiti maggiori si accordano per una nuova configurazione delle circoscrizioni elettorali allo scopo di favorire la rielezione della maggior parte dei candidati già in carica. In altri Stati, tuttavia, si è deciso per affidare la riconfigurazione delle circoscrizioni elettorali a commissioni ad hoc composte da elementi non di nomina politica (come gli Stati di Washington, Arizona, California, Rhode Island, New Jersey. La Florida ha invece deciso di emanare una normativa che limitasse il gerrymandering, senza istituire una commissione ad hoc indipendente.

## Denaro e politica
I partiti americani non sono finanziati dallo Stato, ma dai cittadini (privati, imprese e associazioni). Le dimensioni del territorio e della popolazione statunitensi, oltre che la loro varietà, rendono la politica molto costosa, soprattutto quella a livello federale. Anche se in anni recenti i Repubblicani e Howard Dean (il secondo con l'utilizzo di Internet) hanno avuto un certo successo nella raccolta di fondi tra la gente comune, solo una minima parte dei finanziamenti alla politica provengono dalla raccolta di offerte dei sostenitori; in secondo luogo entrambi i partiti dipendono dalle donazioni effettuate dai grossi soggetti economici. Se tradizionalmente i Democratici si affidavano ai sindacati e i Repubblicani alle imprese ed alla finanza, gli ultimi vent'anni hanno determinato diversi cambiamenti.

Dal 1984 le imprese hanno superato i sindacati nel ruolo di maggiori finanziatori delle campagne democratiche. La dipendenza dai donatori è parecchio controversa e ha portato ad una serie di leggi che hanno in parte regolamentato il fenomeno. La necessità di rispettare la libertà di parola, garantita dal Primo Emendamento, ha però portato a leggi più limitate rispetto a quelle di altri paesi. Agli inizi del 2006, lo scandalo originato dai finanziamenti concessi dal lobbista Jack Abramoff ha posto la questione una volta di più sotto i riflettori della cronaca.

### Gruppi di pressione politica
I due partiti maggiori si avvalgono dell'apporto indipendente dei vari gruppi di pressione (lobby) sociale, etnica ed economica presenti nella società. L'ossatura dei democratici è formata dai sindacati, dalle associazioni per il diritto di scelta della donna, dal movimento pacifista e dei diritti civili e, più recentemente, dal movimento ambientalista. I repubblicani possono contare sulle organizzazioni cristiano-evangeliche, sui gruppi di pressione in difesa del diritto a portare armi, sul movimento anti tasse, sui libertariani.
Questi gruppi sono strutture indipendenti, separate dal partito in sé e organizzate autonomamente, ma contribuiscono con le loro battaglie su temi circoscritti (single-issue) a plasmare la piattaforma politica del partito, a influenzare le scelte politiche e a selezionare i candidati alle primarie per il Congresso o per la presidenza federale. Da parte loro, i partiti americani risentono dell'influenza dei pensatoi (think tank), cui si rivolgono per qualsiasi tipo di consulenza, e organizzano anche il palese sostegno delle grandi imprese, che sono presenti nelle aule del Congresso attraverso attività legali di lobbismo.
Un tipo di gruppo d'interesse che è cresciuto in numero e influenza negli ultimi anni sono i Comitati di azione politica (Political Action Committee o PAC). Esistono limitazioni legali alla quantità di fondi che i PAC possono versare direttamente per i candidati nelle elezioni federali. Non ci sono tuttavia restrizioni sull'ammontare che i PAC possono spendere indipendentemente per difendere un punto di vista o per convincere la comunità ad eleggere un candidato. I PAC oggi sono migliaia.
"I partiti politici sono minacciati dalla crescita esponenziale dei gruppi d'interesse, dalla crescita dei loro uffici operativi a Washington, e dal fatto che si relazionano direttamente al congresso e alle agenzie federali", dice Michael Schudson nel suo libro, pubblicato nel 1998, The Good Citizen: A History of American Civic Life. "Molte organizzazioni che guardano a Washington cercano aiuti finanziari e morali dai cittadini comuni. Siccome molti di questi si focalizzano su un ristretto numero di questioni o anche solo su un singolo problema, generalmente di enorme peso emotivo, questi competono con i partiti per i dollari, il tempo, e la passione, dei cittadini."

## Politica estera

### Isolazionismo e internazionalismo
Prima della seconda guerra mondiale, gli Stati Uniti portarono avanti una politica estera isolazionista, non prendendo posizione nei conflitti tra le potenze straniere e non entrando nemmeno nella Società delle Nazioni nel periodo tra le due guerre. Il paese abbandonò questo orientamento politico quando divenne una superpotenza, ma rimase abbastanza diffidente nei confronti dell'internazionalismo.

### Organizzazioni internazionali
Gli Stati Uniti partecipano alle seguenti organizzazioni internazionali:
ANZUS, APEC, AsDB, Australia Group, BIS, Consiglio d'Europa (come osservatori), CERN (come osservatori), Comitato Zangger, CP, EAPC, BERS, ECE, ECLAC, ESCAP, FAO, G7, G8, G10, G12, G20, IADB, IAEA, IBRD, ICAO, ICC, ICFTU, CRMI, IDA, AIE, IFAD, IFC, IFRCS, IHO, ILO, FMI, IMO, Inmarsat, Intelsat, Interpol, CIO, IOM, ISO, ITU, MINURSO, MIPONUH, NAM (ospiti), NATO, Agenzia per l'energia nucleare (NEA), NSG, OAS, OCSE, OMM, OMS, OPCW, OSCE, PCA, SPC, ONU, Consiglio di Sicurezza delle Nazioni Unite, Unctad, Alto commissariato delle Nazioni Unite per i rifugiati, UNESCO, UNIDO, UNIKOM, UNMIBH, UNMIK, UNOMIG, UNRWA, UNTAET, UNTSO, UNU, UPU, WCL, WCO, WIPO, WTO.

### Accordi internazionali che gli Stati Uniti non hanno ratificato
Gli Stati Uniti sono spesso criticati dalla Comunità internazionale, per non aver firmato, ratificato o applicato, ovvero per aver denunciato, una lunga serie di trattati inerenti alla tutela dell'ambiente, ai diritti umani, al disarmo, alla lotta contro le discriminazioni ed alla giurisdizione penale internazionale:
1. Nel dicembre 2001 gli Stati Uniti si ritirano ufficialmente dal Trattato anti missili balistici, concluso con Unione Sovietica nel 1972, che prevedeva una limitazione ai sistemi di missili anti balistici, usati nel difendere zone da testate atomiche montate su missili. Per la prima volta nell'era nucleare gli Usa rinunciano a un importante accordo sul controllo degli armamenti.
2. Convenzione sulle armi biologiche e tossiche del 1972, ratificata da 144 paesi tra cui gli Stati uniti. Nel luglio 2001 gli Usa abbandonano una conferenza a Londra in cui si discuteva un protocollo del 1994, finalizzato a rafforzare la Convenzione provvedendo a ispezioni sul posto. A Ginevra, nel novembre 2001, il sottosegretario di stato John Bolton afferma che "il protocollo è morto" e contemporaneamente accusa Iraq, Iran, Korea del Nord, Libia, Sudan e Siria di violare la Convenzione, ma senza fornire prove o formulare accuse specifiche.
3. Accordo delle Nazioni Unite per mettere un freno al traffico internazionale illegale di armi leggere, luglio 2001: gli Stati uniti sono l'unico paese a opporsi.
4. Aprile 2001. Gli Stati Uniti non vengono rieletti a capo della Commissione dell'ONU sui diritti umani, dopo essersi sottratti per anni al pagamento delle quote dovute alle Nazioni Unite (tra cui le attuali quote di 244 milioni di dollari) - e dopo aver costretto l'ONU ad abbassare la quota del budget spettante agli Usa dal 25 al 22%. (Nella commissione per i diritti umani, gli Usa sono virtualmente gli unici a opporsi alle risoluzioni che sostengono l'accesso a costi ridotti ai farmaci per l'Hiv/Aids, che riconoscono una alimentazione adeguata come diritto umano fondamentale, e che chiedono una moratoria sulla pena di morte.)
5. La Corte penale internazionale dell'Aia (2002), è stata creata come tribunale permanente per perseguire persone sospettate di crimini di genocidio, crimini contro l'umanità, e crimini di guerra, come definito da diversi trattati internazionali. Firmato a Roma nel luglio 1998, il trattato è stato approvato da 120 Paesi, con sette voti contrari (tra cui quello degli Stati uniti). Nell'ottobre 2001 la Gran Bretagna diventa la quarantaduesima nazione a firmare. Nel dicembre 2001 il Senato americano aggiunge un emendamento a una proposta di legge per stanziamenti militari in base alla quale il personale militare Usa non ricadrebbe sotto la giurisdizione del proposto tribunale penale internazionale. Gli altri Paesi più noti a non aver accettato la giurisdizione della ICC sono Israele e la Cina.
6. Trattato per il bando delle mine terrestri, firmato a Ottawa nel dicembre 1997 da 122 paesi. Gli Stati Uniti si rifiutano di firmare insieme a Russia, Cina, India, Pakistan, Iran, Iraq, Vietnam, Egitto e Turchia. Il presidente Clinton respinge il trattato, sostenendo che le mine sarebbero necessarie per proteggere la Corea del Sud contro l'"enorme vantaggio militare" della Corea del Nord. Clinton dichiara che gli Stati uniti aderiranno all'accordo "in seguito", nel 2006. Bush sconfessa questa dichiarazione nell'agosto 2001.
7. Il Protocollo di Kyoto del 1997 (entrato in vigore nel 2005) è un trattato internazionale sul mutamento climatico. I Paesi che ratificano questo protocollo si impegnano a ridurre le loro emissioni di anidride carbonica e cinque altri gas-serra, o a comprare quote di emissione di gas serra se mantengono e aumentano le proprie emissioni di questi gas. Gli Stati Uniti hanno firmato questo trattato, ma non lo hanno ratificato; l'Australia si è anche rifiutata di firmarlo, e l'India e molti altri Paesi del Terzo Mondo lo hanno ratificato, ma non lo applicano. Il presidente Bush lo dichiara "morto" nel marzo 2001. Nel novembre 2001 l'amministrazione Bush snobba i negoziati di Marrakesh (Marocco), finalizzate a rivedere l'accordo, soprattutto annacquandolo in un vano tentativo di ottenere l'approvazione degli Stati Uniti.
8. Febbraio 2001. Gli Stati Uniti si rifiutano di unirsi ai 123 paesi impegnati a bandire l'uso e la produzione di mine e bombe anti-persona. Il Trattato di Ottawa (entrato in vigore nel 1999) vieta tutte le mine anti uomo. Quaranta nazioni non l'hanno ratificato, tra cui Cina, Cuba, Finlandia, Egitto, India, Iran, Iraq, Israele, Libia, Russia e Stati Uniti d'America.
9. Maggio 2001. Gli Stati uniti si rifiutano di incontrare i paesi dell'Unione europea per discutere, anche ai più bassi livelli di governo, lo spionaggio economico e la sorveglianza elettronica di telefonate, e-mail e fax (il programma Usa Echelon).
10. Maggio 2001. Gli Stati uniti si rifiutano di partecipare ai colloqui sponsorizzati dall'Organizzazione per la cooperazione e lo sviluppo economico a Parigi, sui modi per reprimere i paradisi off-shore finalizzati all'evasione fiscale e al riciclaggio del denaro sporco.
11. Luglio 2001. Piano internazionale per un'energia più pulita: il gruppo G8 dei paesi industrializzati (Stati Uniti, Canada, Giappone, Russia, Germania, Francia, Italia, Regno Unito): gli Usa sono l'unico paese a opporsi.
12. Settembre 2001. Gli Stati uniti si ritirano dalla Conferenza internazionale sul razzismo, che riunisce 163 paesi a Durban, Sudafrica. Motivano la decisione dichiarando che essa è "unilaterale" e "contro Israele".
13. Nell'ottobre 2001, per il decimo anno consecutivo, l'Assemblea generale delle Nazioni Unite approva una risoluzione che chiede la fine dell'embargo imposto dagli Stati Uniti nei confronti di Cuba. La risoluzione ottiene 167 voti favorevoli e 3 contrari: Stati Uniti, Israele e le isole Marshall.
14. Trattato sul bando totale dei test nucleari. Firmato da 164 paesi e ratificato da 89 paesi compresi Francia, Gran Bretagna e Russia. Firmato dal presidente Clinton nel 1996 ma rigettato dal senato americano nel 1999. Gli Stati uniti sono uno dei tredici paesi che non hanno ratificato il trattato, tra quelli che hanno armi nucleari o programmi sull'energia nucleare. Nel novembre 2001, gli Usa impongono un voto nel Comitato dell'ONU sul disarmo e la sicurezza per dimostrare la loro opposizione al trattato sul bando dei test.
15. Nel 1986 la Corte internazionale di giustizia dell'Aja dichiara gli Stati uniti colpevoli di violazione del diritto internazionale per "uso illegittimo della forza" in Nicaragua, attraverso i suoi interventi e quelli del suo esercito per procura, i contras. Gli Usa rifiutano di riconoscere la giurisdizione della Corte. Una risoluzione delle Nazioni Unite che chiedeva l'osservanza della decisione della Corte viene approvata per 94 voti contro due: Stati uniti e Israele.
16. Nel 1984 gli Stati uniti lasciano l'UNESCO e cessano i loro versamenti al budget dell'United Nations Educational, Scientific and Cultural Organization in seguito al progetto New World Information and Communication Order (Nwico) finalizzato a ridurre la dipendenza dei media mondiali dalle big four: le agenzie Ap, Upi, France Presse, Reuters. Gli Usa accusano l'UNESCO di "limitazione della libertà di stampa", di cattiva gestione e di altre cose ancora, nonostante il voto di 148 contro uno a favore del progetto Nwico nell'ONU. L'UNESCO termina il progetto Nwico nel 1989. Nonostante questo gli Stati uniti si rifiutano di rientrare. Nel 1995 l'amministrazione Clinton propone di rientrare; la mossa viene bloccata dal Congresso e Clinton non insiste sulla questione. Alla fine, nel febbraio 2000, gli Stati uniti pagano una parte degli arretrati alle Nazioni Unite, ma escludono l'UNESCO, agenzia in cui non sono più rientrati.
17. 1989. Protocollo opzionale al Patto internazionale dell'ONU sui diritti civili e politici, finalizzato all'abolizione della pena di morte e contenente una norma che bandisce la condanna a morte per coloro che hanno meno di 18 anni. Gli Stati uniti non firmano né ratificano il protocollo, e si auto-esonerano dalla norma predetta, diventando uno dei cinque paesi che ancora condannano a morte i minori (con Arabia Saudita, Repubblica democratica del Congo, Iran, Nigeria). La Cina ha abolito questa pratica nel 1997, il Pakistan nel 2000.
18. La Convenzione sull'Eliminazione di ogni forma di Discriminazione della Donna, adottata dall'Assemblea generale delle Nazioni Unite il 18 dicembre 1979, ed entrata in vigore nel 1981, è spesso descritta come una dichiarazione internazionale dei diritti delle donne. Definisce tutto ciò che costituisce discriminazione contro la donna e stabilisce un piano d'azione nazionale per far cessare queste discriminazioni. I soli Paesi che hanno firmato ma non ratificato sono gli Stati Uniti, l'Afghanistan, Sao Tomé e Principe.
19. La Convenzione Internazionale sui Diritti dell'Infanzia (1989) è una convenzione internazionale che stabilisce i diritti civili, politici, economici, sociali e culturali dei bambini. Gli Stati Uniti l'hanno firmata ma non ratificata. L'unico altro Paese che non l'ha ratificata è la Somalia (che non ha un governo stabilmente funzionante, né l'intero controllo del territorio).
20. Patto internazionale sui diritti economici, sociali e culturali delle Nazioni Unite del 1966, che copre un'ampia gamma di diritti ed è monitorato dal Committee on Economic, Social and Cultural Rights. Gli Stati uniti hanno firmato nel 1977 ma non l'hanno ratificato.
21. Infine, la più grave mancanza politica concerne la Convenzione sul genocidio, redatta dalle Nazioni Unite nel 1948, entrata in vigore nel 1951. Gli Stati Uniti l'hanno ratificata soltanto nel 1988, aggiungendo svariate "riserve" col risultato che per giudicare se un qualunque "atto nel corso di conflitti armati" costituisce genocidio, bisogna consultare obbligatoriamente la Costituzione americana e il "consiglio e consenso" del Senato. Le riserve sono rigettate da Gran Bretagna, Italia, Danimarca, Paesi Bassi, Spagna, Grecia, Messico, Estonia e altri.